# 1812 في الولايات المتحدة
فيما يلي قوائم الأحداث التي وقعت خلال عام 1812 في الولايات المتحدة.

## سياسة

### تعيين في المنصب
- 3 يناير – جيمس باربر حاكم فرجينيا [الإنجليزية]‏.
- 27 يناير – هنري ديربورن القائد العام لجيش الولايات المتحدة.
- 30 أبريل – وليم تشارلز كول كليبورن حاكم لويزيانا [الإنجليزية]‏.

### انتهاء فترة المنصب
- 4 مارس – إلبردج جيري حاكم ماساتشوستس [الإنجليزية]‏.
- 30 أبريل – وليم تشارلز كول كليبورن حاكم لويزيانا [الإنجليزية]‏.
- 10 ديسمبر – هنري ميدلتون حاكم كارولينا الجنوبية [الإنجليزية]‏.
- 28 ديسمبر – ويليام هنري هاريسون حاكم إنديانا [الإنجليزية]‏.

## مواليد

### فبراير
- 11 فبراير – ألكسندر ستيفينز سياسي أمريكي.[1]
- 16 فبراير – هنري ويلسون[2]
- 22 فبراير – جون ب. ويلر سياسي أمريكي.[3]

### مارس
- 19 مارس – توماس عاموس روجرز نيلسون سياسي أمريكي.[4]

### مايو
- 6 مايو – مارتن دلايني[5]
- 30 مايو – جون الكسندر ماكليرناند سياسي أمريكي.[6]

### سبتمبر
- 1 سبتمبر – جيمس كامبل سياسي أمريكي.[7]
- 22 سبتمبر – صموئيل وليامز[8]

### ديسمبر
- 4 ديسمبر – الياس سميث دنيس سياسي أمريكي.

## وفيات

### فبراير
- 18 فبراير – توماس بي (مواليد 1739) سياسي أمريكي.[9]

### أبريل
- 20 أبريل – جورج كلينتون (مواليد 1739) سياسي أمريكي.[10]

### يوليو
- 14 يوليو – ليتل تيرتل (مواليد 1752)[11]

### ديسمبر
- 12 ديسمبر – ساكاجاويا (مواليد 1780) مستكشفة من الولايات المتحدة الأمريكية.